# 알레니아 아에로나우티카
알레니아 아에로나우티카(Alenia Aeronautica)는 이탈리아의 항공우주 기업이다. 자회사로는 알레니아 아에르마키(Alenia Aermacchi), 알레니아 아에로나발리(Alenia Aeronavali)가 있다.
알레니아 아에로나우티카는 EADS(European Aeronautic Defence and Space Company)와의 합작투자기업 ATR를 부분적으로 소유하고 있다.
2012년 1월 중으로 이 기업은 알레니아 아에르마키로 재조정되었다. 3년 뒤 핀메카니아(Finmeccanica)로 완전히 합병되어 더 통합적인 비즈니스로 재조정된 이후 레오나르도라는 그룹명을 채택하였다.

## 같이 보기
- 탈레스 알레니아 스페이스